# ماري شلاي
ماري شل (بالألمانية: Marie Schlei )‏ (و. 1919 – 1983 م) هي سياسية ألمانية، كانت عضوةً في الحزب الديمقراطي الاجتماعي الألماني، توفيت في برلين، عن عمر يناهز 64 عاماً.

## مناصب
تولت منصب عضو في البوندستاغ الألماني (20 أكتوبر 1969–22 سبتمبر 1972)
- سكرتير برلماني في ألمانيا  [لغات أخرى]‏.

## جوائز
حصلت على جوائز منها:
- ميدالية  إرنست رويتر  [لغات أخرى]‏ (1980).

## روابط خارجية
- ماري شلاي على موقع مونزينجر (الألمانية)
- ماري شلاي على موقع ديسكوغز (الإنجليزية)